# Chrysidini
Chrysidini  (лат.) — крупнейшая триба ос-блестянок подсемейства Chrysidinae (отряд перепончатокрылые насекомые). В мире известно около 1200 видов (из них около 1000 видов из крупнейшего рода Chrysis).

## Описание
Обладают очень яркой и красивой блестящей окраской: зелёной, синей, красной. Размеры около 1 см. Коготки лапок простые. Жвалы сравнительно узкие с 1 или 2 субапикальными зубцами. Передние крылья обычно со склеротизированной дискоидальной ячейкой. Проподеальные дыхальца расположены ниже трансплеврального киля. Брюшко с 3 внешне заметными тергитами и стернитами (у обоих полов).

## Биология
Паразитоиды или клептопаразиты. В качестве хозяев для кормления своих личинок используют пчёл и ос (Sphecidae, Eumenidae и Vespidae).
Исключение составляет род Praestochrysis, чей представитель Praestochrysis shanghaiensis паразитирует на бабочках вида Monema flavescens Walker (Lepidoptera, Limacodidae).

## Фотогалерея

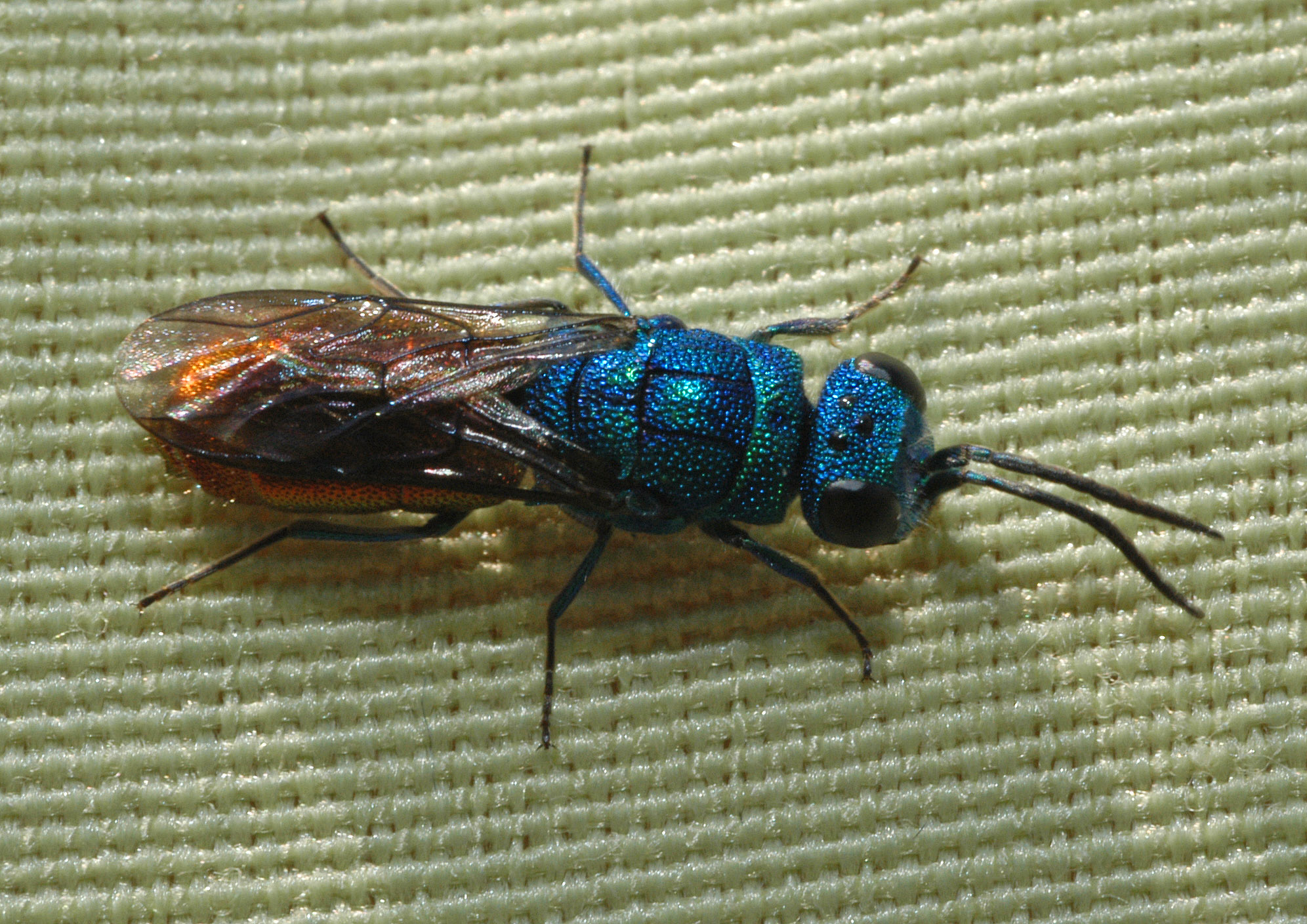
Chrysis ignita
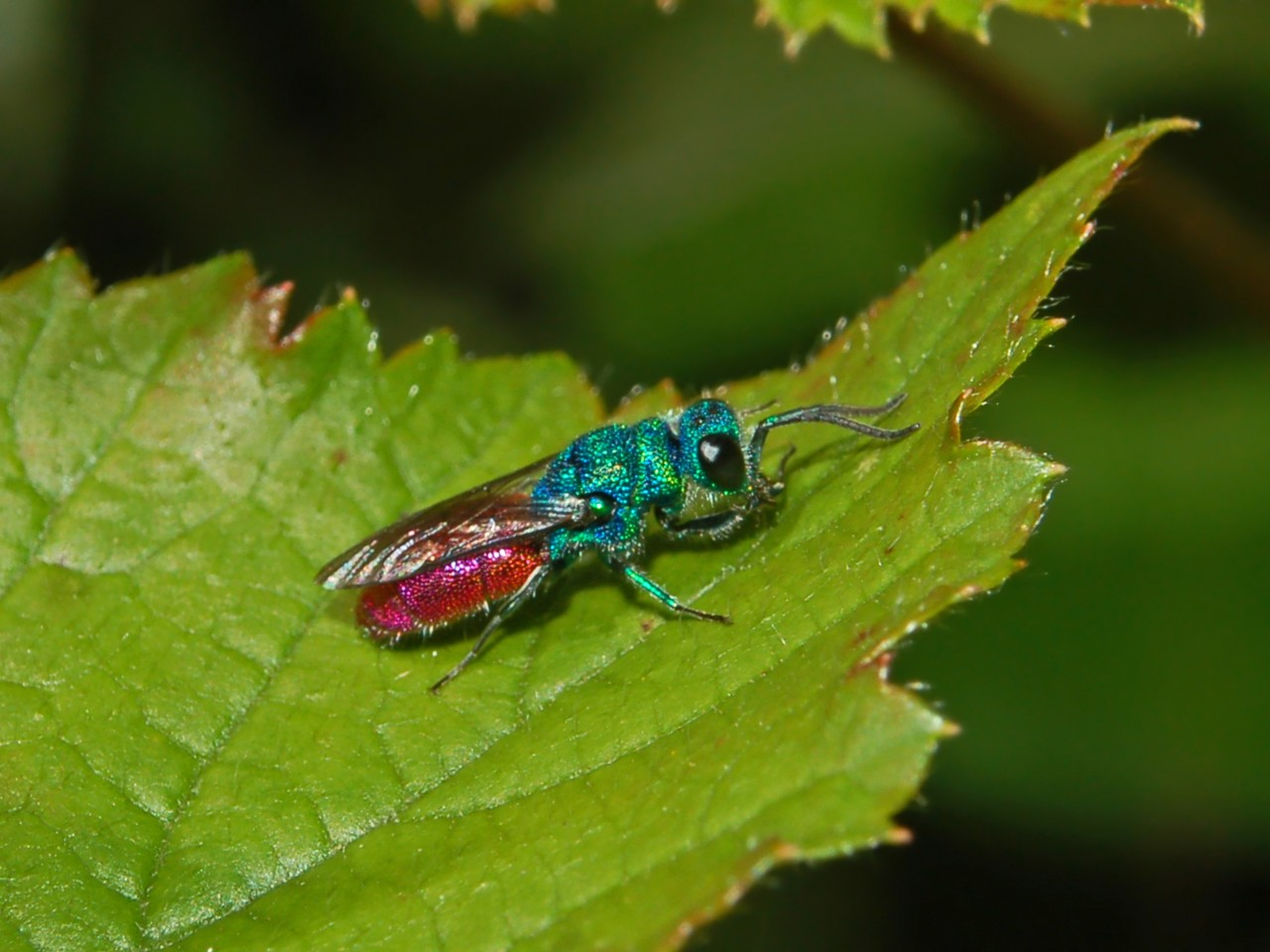
Chrysis inaequalis
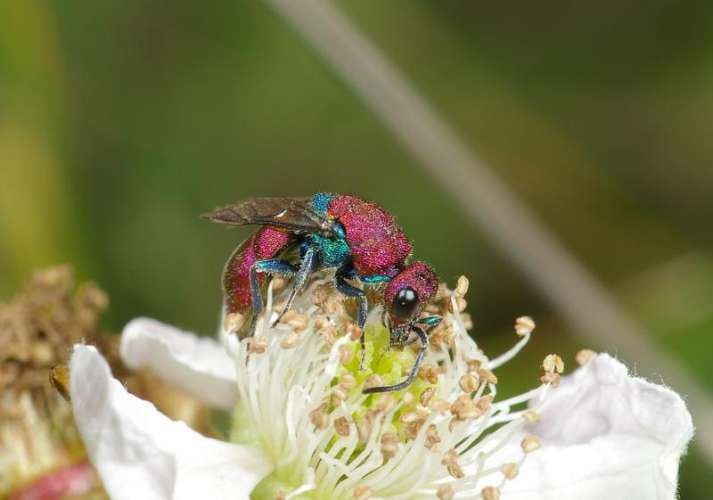
Chrysura cuprea
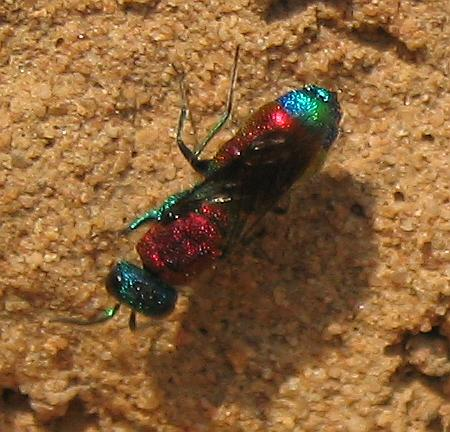
Chrysis viridula

## Классификация
Включает 24 рода и более 1200 видов (Kimsey & Bohart, 1990).
- Allochrysis Semenov
- Argochrysis Kimsey
- Brugmoia Radoszkowski, 1877
- Caenochrysis Kimsey et Bohart, 1990
- Ceratochrysis Cooper
- Chrysidea Bischoff, 1913
- Chrysis Linnaeus, 1761
- Chrysura Dahlbom, 1845
- Chrysurissa Bohart
- Euchroeus Latreille, 1809
- Exochrysis Bohart, 1966
- Gaullea Buysson, 1910
- Holophris Mocsáry, 1890
- Ipsiura Linsenmaier, 1959
- Neochrysis Linsenmaier, 1959
- Odontochrydium Brauns[2]
  - Odontochrydium arabicum[3]
  - Odontochrydium bicristatum Rosa
- Pentachrysis Lichtenstein, 1876
- Pleurochrysis Bohart, 1966
- Praestochrysis Linsenmaier, 1959
- Primeuchroeus Linsenmaier, 1968
- Pseudospinolia Linsenmaier, 1951
- Spinolia Dahlbom, 1854
- Spintharina Semenov, 1892
- Spintharosoma Zimmermann
- Stilbichrysis Bischoff
- Stilbum Spinola, 1806
- Trichrysis Lichtenstein, 1876